# Uprising Records (nowozelandzka wytwórnia płytowa)
Uprising Records – nowozelandzka wytwórnia płytowa, której założycielami są Evan Short i Matt Harvey z grupy Concord Dawn. Wydaje muzykę z gatunku drum and bass.